# Ayu Watanabe
Ayu Watanabe (渡辺 あゆ, Watanabe Ayu) est une mangaka, auteur de shōjo. Elle a commencé sa carrière en 2002. Elle est née un 6 août.

## Ses œuvres
- Kandou no Junai (2002) - Comédie, Drama, Romance, Shôjo - 1 volume
- Sweet Darling (2002) - Romance, Shôjo - 1 volume
- Motokare (2003) - Josei - one shot
- Saikoukyuu ni Aisouze ! (2003) - Shôjo - 1 volume
- Kimi Dake ni Ai wo (2004) - Romance, Vie scolaire, Shôjo - one shot
- Dear Friends (2005) - Drama, Mature, Psychologique, Shôjo, Tragédie - 1 volume
- Saigo no Kataomoi (2005) - Shôjo - 1 volume
- Ageha (2006) - Drama, Psychologique, Romance, Shôjo, Tragédie - 1 volume
- Kimi ga Suki (2006) - Drama, Romance, Vie scolaire, Shôjo, Tranche de vie - 3 volumes
- Koibana - Aka (2006) - Romance, Shôjo - one shot
- Koibana - Ao (2006) - Romance, Shôjo - one shot
- Suki♥Doki (2007) - Comédie, Drama, Romance, Vie scolaire, Shôjo, Mature - 1 volume
- Kimi ga Suki Plus (2008) - Romance, Shôjo - 1 volume
- Otomegokoro (2008) - Comédie, Drama, Romance, Shôjo - 2 volumes
- L♥DK (2009-2017) - Comédie, Drama, Romance, Vie scolaire, Shôjo, Tragédie - 24 volumes
- Men's Life (2018)

## À savoir
Le tome 8 de L♥DK (鄰居同居), sorti le 13/12/2011), a été classé no 1 des ventes de shôjo au Japon durant la semaine du 12 au 18 décembre 2011[réf. souhaitée], et a été classé no 6  durant la semaine du 19 au 25 décembre 2011. Il existe une version collector de ce tome incluant le CD Drama et des cartes postales où l'on peut trouver des scènes extraites du manga.